# Henry Hargreaves (cầu thủ bóng đá)
Henry Hargreaves (1893 – 1916) là một cầu thủ bóng đá người Anh thi đấu cho Stoke.

## Sự nghiệp
Hargreaves sinh ra ở Stoke-upon-Trent và thi đấu cho Newcastle Town trước khi gia nhập Stoke năm 1912. Anh thi đấu 42 trận cho Stoke trong 3 mùa giải với câu lạc bộ, ghi 5 bàn trước khi bị gọi nhập ngũ năm 1916 và anh mất trong trận chiến ở Pháp.

## Thống kê sự nghiệp
| Câu lạc bộ          | Mùa giải            | Giải vô địch | Giải vô địch | Cúp FA  | Cúp FA    | Tổng    | Tổng      |
| Câu lạc bộ          | Mùa giải            | Số trận      | Bàn thắng    | Số trận | Bàn thắng | Số trận | Bàn thắng |
| ------------------- | ------------------- | ------------ | ------------ | ------- | --------- | ------- | --------- |
| Stoke               | 1912–13             | 2            | 0            | 0       | 0         | 2       | 0         |
| Stoke               | 1913–14             | 9            | 1            | 0       | 0         | 9       | 1         |
| Stoke               | 1914–15             | 23           | 4            | 4       | 1         | 27      | 5         |
| Tổng cộng sự nghiệp | Tổng cộng sự nghiệp | 38           | 4            | 4       | 1         | 42      | 5         |